# ダイアモンド・スターズ
ダイアモンド・スターズ（英語: Diamond Stars Football Club）は、シエラレオネ共和国の都市コイドゥを本拠地とするサッカークラブである。
シエラレオネ・ナショナルプレミアリーグに所属しており、シエラレオネの中でもとりわけ人気のあるクラブとして知られる。1992年にシエラレオネFAカップで優勝を果たした。本拠地のコイドゥは、シエラレオネ東部に位置しており、ダイアモンドの生産で知られている。

## タイトル

### 国内タイトル
- ナショナルプレミアリーグ：2回
  - 2012, 2013
- シエラレオネFAカップ：2回
  - 1992, 2012